# Batrachoides surinamensis
Batrachoides surinamensis е вид лъчеперка от семейство Batrachoididae. Видът не е застрашен от изчезване.

## Разпространение и местообитание
Разпространен е в Бразилия, Венецуела, Гвиана, Гренада, Колумбия, Коста Рика, Панама, Суринам, Френска Гвиана и Хондурас.
Среща се на дълбочина от 2.5 до 36 m, при температура на водата от 25,9 до 27,9 °C и соленост 23,1 – 36,2 ‰.

## Описание
На дължина достигат до 57 cm, а теглото им е максимум 2300 g.